# Axilă

Plexul brachial dreapta şi zona fosei axiale, imagine după Gray's Anatomy

Axila (popular: subsuoară) este adâncitura situată la rădăcina brațului, pe fața interioară a articulației acestuia cu umărul.